# Almaena
Almaena es un género de foraminífero bentónico de la subfamilia Almaeninae, de la familia Almaenidae, de la superfamilia Nonionoidea, del suborden Rotaliina y del orden Rotaliida. Su especie tipo es Almaena taurica. Su rango cronoestratigráfico abarca desde el Eoceno superior hasta la Actualidad.

## Clasificación
Almaena incluye a las siguientes especies:
- Almaena alavensis
- Almaena alticosta
- Almaena ampulloloculata
- Almaena crassa
- Almaena crenata
- Almaena debourlei
- Almaena delmasi
- Almaena escornebovensis
- Almaena evoluta
- Almaena fursencovi
- Almaena gippslandica
- Almaena nakhitshevanica
- Almaena osnabrugensis
- Almaena palmerae
- Almaena polygonata
- Almaena stegalia
- Almaena taurica

En Almaena se han considerado los siguientes subgéneros:
- Almaena (Kelyphistoma), también considerado como género Kelyphistoma y aceptado como género Almaena
- Almaena (Planulinella), aceptado como género Planulinella
- Almaena (Pseudoplanulinella), aceptado como género Pseudoplanulinella